# アカデミー国際長編映画賞フランス代表作品の一覧

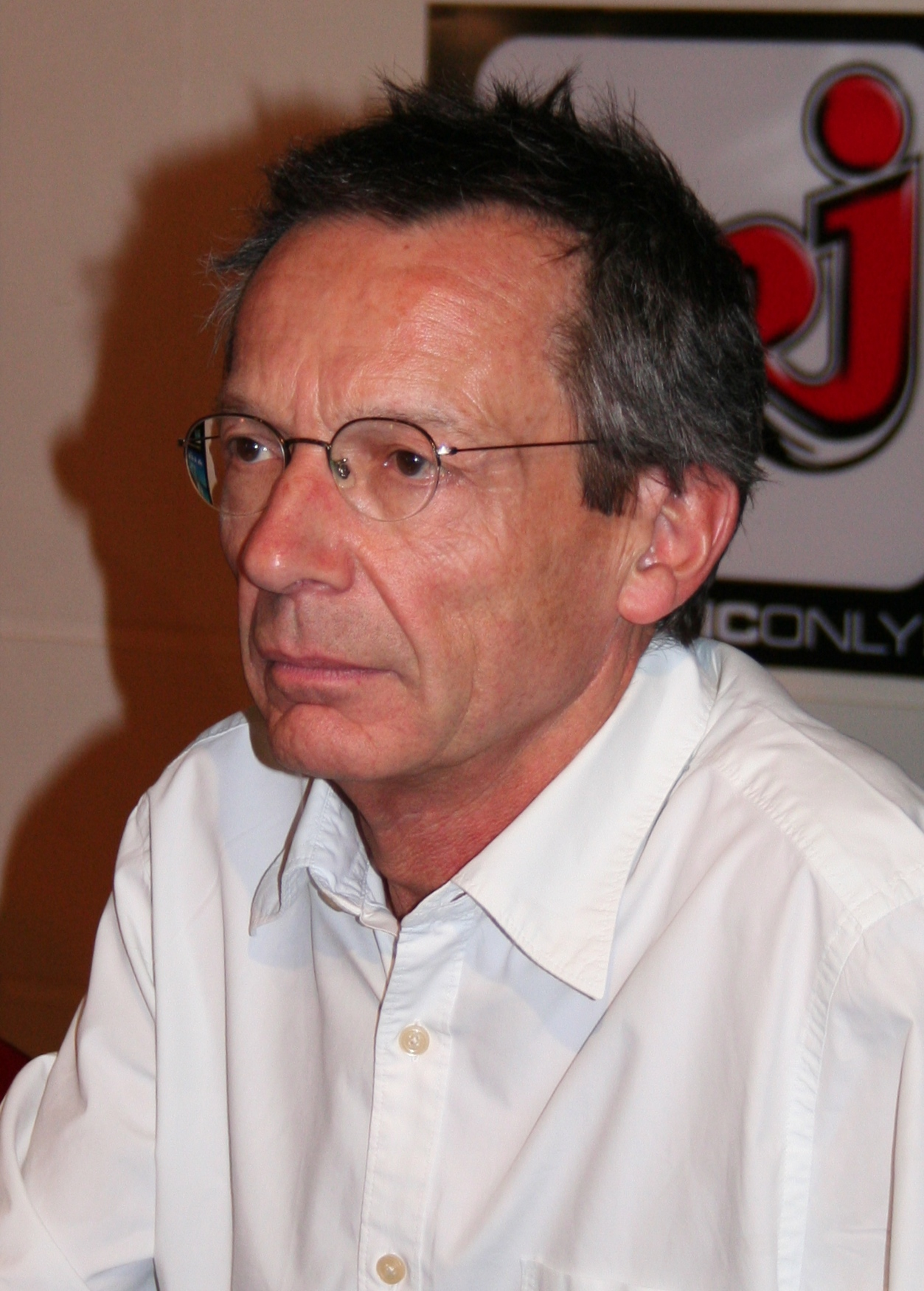
パトリス・ルコント監督作品『リディキュール』は1996年にノミネートされた。

本項目は、アカデミー国際長編映画賞へ出品されたフランスの映画作品の一覧である。フランスは、この部門では世界で最も成功した国の一つであり、出品された映画の半数以上がノミネートに至っている。2020年までに65本が出品され、38本がノミネートに至り、そのうち9本が受賞している（名誉賞は含まない）。
アカデミー国際長編映画賞はアメリカ合衆国の映画芸術科学アカデミー（AMPAS）が主催し、アメリカ合衆国以外の国で製作され、主要な会話が英語以外で占められた長編映画を対象としている。
1947年から1955年までのあいだAMPASはアメリカ合衆国内で公開された優れた外国語映画に対し、アカデミー名誉賞を贈っていた。その際には他の候補作品と競い合うという方式ではなく、アカデミー理事会の投票により受賞作のみが選出されていた。この期間中、3本のフランス映画に名誉賞が贈られた。1956年のアカデミー賞で非英語作品を対象とした外国語映画賞が導入され、以後常設されている。
フランス代表作はCentre national de la cinematographieと文化・コミュニケーション省により決定されている。

## 代表作
1956年よりAMPASは外国語映画賞を設置し、各国のその年最高の映画を招待している。外国語映画賞委員会はプロセスを監視し、すべての応募作品を評価する。その後、委員会は5つのノミネート作品を決定するために秘密投票を行う。外国語映画賞が設置される以前は、アメリカ合衆国で公開された外国語映画に投票されており、各国が代表作を出品するという形式ではなかった。
フランスは1956年の賞の創設以降、毎年代表作を出品している唯一の国であり、また、その半数以上がノミネートに至っている。
以下は、フランスの代表作品の一覧である。ブラジルと共同製作したためにポルトガル語が使われた1959年の『黒いオルフェ』以外のすべての代表作はフランス語である。
| 年 （授賞式）   | 日本語題                       | 出品時の英題                          | 原題                                | 監督                                      | 結果             |
| --------------- | ------------------------------ | ------------------------------------- | ----------------------------------- | ----------------------------------------- | ---------------- |
| 1948 （第21回） | 聖バンサン                     | Monsieur Vincent                      | Monsieur Vincent                    | モーリス・クローシュ                      | 名誉賞受賞       |
| 1950 （第23回） | 鉄格子の彼方                   | The Walls of Malapaga                 | Au-delà des grilles                 | ルネ・クレマン                            | 名誉賞受賞       |
| 1952 （第25回） | 禁じられた遊び                 | Forbidden Games                       | Jeux interdits                      | ルネ・クレマン                            | 名誉賞受賞       |
| 1956 （第29回） | 居酒屋                         | Gervaise                              | Gervaise                            | ルネ・クレマン                            | ノミネート       |
| 1957 （第30回） | リラの門                       | Gates of Paris                        | Porte des Lilas                     | ルネ・クレール                            | ノミネート       |
| 1958 （第31回） | ぼくの伯父さん                 | Mon Oncle                             | Mon Oncle                           | ジャック・タチ                            | 外国語映画賞受賞 |
| 1959 （第32回） | 黒いオルフェ                   | Black Orpheus                         | Orfeu Negro                         | マルセル・カミュ                          | 外国語映画賞受賞 |
| 1960 （第33回） | 真実                           | La Verite                             | La Vérité                           | アンリ＝ジョルジュ・クルーゾー            | ノミネート       |
| 1961 （第34回） | 去年マリエンバートで           | Last Year at Marienbad                | L'année dernière à Marienbad        | アラン・レネ                              | 落選             |
| 1962 （第35回） | シベールの日曜日               | Sundays and Cybele                    | Les dimanches de ville d'Avray      | セルジュ・ブールギニョン                  | 外国語映画賞受賞 |
| 1963 （第36回） | 鬼火                           | The Fire Within                       | Le feu follet                       | ルイ・マル                                | 落選             |
| 1964 （第37回） | シェルブールの雨傘             | The Umbrellas of Cherbourg            | Les Parapluies de Cherbourg         | ジャック・ドゥミ                          | ノミネート       |
| 1965 （第38回） | 気狂いピエロ                   | Pierrot le Fou                        | Pierrot le fou                      | ジャン＝リュック・ゴダール                | 落選             |
| 1966 （第39回） | 男と女                         | A Man and a Woman                     | Un homme et une femme               | クロード・ルルーシュ                      | 外国語映画賞受賞 |
| 1967 （第40回） | パリのめぐり逢い               | Live for Life                         | Vivre Pour Vivre                    | クロード・ルルーシュ                      | ノミネート       |
| 1968 （第41回） | 夜霧の恋人たち                 | Stolen Kisses                         | Baisers volés                       | フランソワ・トリュフォー                  | ノミネート       |
| 1969 （第42回） | モード家の一夜                 | My Night with Maud                    | Ma nuit chez Maud                   | エリック・ロメール                        | ノミネート       |
| 1970 （第43回） |                                | Hoa-Binh                              | Hoa-Binh                            | ラウール・クタール                        | ノミネート       |
| 1971 （第44回） |                                | Ramparts of Clay                      | Remparts d'argile                   | ジャン＝ルイ・ベルトゥチェリ              | 落選             |
| 1972 （第45回） | ブルジョワジーの秘かな愉しみ   | The Discreet Charm of the Bourgeoisie | Le Charme discret de la bourgeoisie | ルイス・ブニュエル                        | 外国語映画賞受賞 |
| 1973 （第46回） | アメリカの夜                   | Day for Night                         | La Nuit américaine                  | フランソワ・トリュフォー                  | 外国語映画賞受賞 |
| 1974 （第47回） | ルシアンの青春                 | Lacombe, Lucien                       | Lacombe Lucien                      | ルイ・マル                                | ノミネート       |
| 1975 （第48回） | インディア・ソング             | India Song                            | India Song                          | マルグリット・デュラス                    | 落選             |
| 1976 （第49回） | さよならの微笑                 | Cousin, cousine                       | Cousin, cousine                     | ジャン＝シャルル・タケラ                  | ノミネート       |
| 1977 （第50回） | これからの人生                 | Madame Rosa                           | La Vie devant soi                   | モーシェ・ミズラヒ                        | 外国語映画賞受賞 |
| 1978 （第51回） | ハンカチのご用意を             | Get Out Your Handkerchiefs            | Préparez vos mouchoirs              | ベルトラン・ブリエ                        | 外国語映画賞受賞 |
| 1979 （第52回） | ありふれた愛のストーリー       | A Simple Story                        | Une histoire simple                 | クロード・ソーテ                          | ノミネート       |
| 1980 （第53回） | 終電車                         | The Last Metro                        | Le Dernier Metro                    | フランソワ・トリュフォー                  | ノミネート       |
| 1981 （第54回） | ディーバ                       | Diva                                  | Diva                                | ジャン＝ジャック・ベネックス              | 落選             |
| 1982 （第55回） |                                | Coup de Torchon                       | Coup de torchon                     | ベルトラン・タヴェルニエ                  | ノミネート       |
| 1983 （第56回） | 女ともだち                     | Entre Nous                            | Coup de foudre                      | ディアーヌ・キュリス                      | ノミネート       |
| 1984 （第57回） | チャオ・パンタン               | So Long, Stooge                       | Tchao Pantin                        | クロード・ベリ                            | 落選             |
| 1985 （第58回） | 赤ちゃんに乾杯!                | Three Men and a Cradle                | Trois hommes et un couffin          | コリーヌ・セロー                          | ノミネート       |
| 1986 （第59回） | ベティ・ブルー                 | Betty Blue                            | 37°2 le matin                       | ジャン＝ジャック・ベネックス              | ノミネート       |
| 1987 （第60回） | さよなら子供たち               | Au revoir, les enfants                | Au revoir, les enfants              | ルイ・マル                                | ノミネート       |
| 1988 （第61回） | 読書する女                     | La Lectrice                           | La Lectrice                         | ミシェル・ドヴィル                        | 落選             |
| 1989 （第62回） | カミーユ・クローデル           | Camille Claudel                       | Camille Claudel                     | ブリュノ・ニュイッテン                    | ノミネート       |
| 1990 （第63回） | シラノ・ド・ベルジュラック     | Cyrano de Bergerac                    | Cyrano de Bergerac                  | ジャン＝ポール・ラプノー                  | ノミネート       |
| 1991 （第64回） |                                | Van Gogh                              | Van Gogh                            | モーリス・ピアラ                          | 落選             |
| 1992 （第65回） | インドシナ                     | Indochine                             | Indochine                           | レジス・ヴァルニエ                        | 外国語映画賞受賞 |
| 1993 （第66回） | ジェルミナル                   | Germinal                              | Germinal                            | クロード・ベリ                            | 落選             |
| 1994 （第67回） | 野性の葦                       | Wild Reeds                            | Les roseaux sauvages                | アンドレ・テシネ                          | 落選             |
| 1995 （第68回） | 彼女の彼は、彼女               | French Twist                          | Gazon maudit                        | ジョジアーヌ・バラスコ                    | 落選             |
| 1996 （第69回） | リディキュール                 | Ridicule                              | Ridicule                            | パトリス・ルコント                        | ノミネート       |
| 1997 （第70回） | ニノの空                       | Western                               | Western                             | マニュエル・ポワリエ                      | 落選             |
| 1998 （第71回） | 天使が見た夢                   | The Dreamlife of Angels               | La vie rêvée des anges              | エリック・ゾンカ                          | 落選             |
| 1999 （第72回） | イースト/ウェスト 遙かなる祖国 | East/West                             | Est-Ouest A                         | レジス・ヴァルニエ                        | ノミネート       |
| 2000 （第73回） | ムッシュ・カステラの恋         | The Taste of Others                   | Le goût des autres                  | アニエス・ジャウィ                        | ノミネート       |
| 2001 （第74回） | アメリ                         | Amélie                                | Le Fabuleux Destin d'Amélie Poulain | ジャン＝ピエール・ジュネ                  | ノミネート       |
| 2002 （第75回） | 8人の女たち                    | 8 Women                               | 8 femmes                            | フランソワ・オゾン                        | 落選             |
| 2003 （第76回） | ボン・ヴォヤージュ             | Bon Voyage                            | Bon voyage                          | ジャン＝ポール・ラプノー                  | 落選             |
| 2004 （第77回） | コーラス                       | The Chorus                            | Les Choristes                       | クリストフ・バラティエ                    | ノミネート       |
| 2005 （第78回） | 戦場のアリア                   | Joyeux Noël                           | Joyeux Noël                         | クリスチャン・カリオン                    | ノミネート       |
| 2006 （第79回） | モンテーニュ通りのカフェ       | Avenue Montaigne                      | Fauteuils d'orchestre               | ダニエル・トンプソン                      | 最終選考         |
| 2007 （第80回） | ペルセポリス                   | Persepolis                            | Persepolis                          | マルジャン・サトラピ ヴァンサン・パロノー | 落選             |
| 2008 （第81回） | パリ20区、僕たちのクラス       | The Class                             | Entre les murs                      | ローラン・カンテ                          | ノミネート       |
| 2009 （第82回） | 預言者                         | A Prophet                             | Un prophete                         | ジャック・オーディアール                  | ノミネート       |
| 2010 （第83回） | 神々と男たち                   | Of Gods and Men                       | Des hommes et des dieux             | グザヴィエ・ボーヴォワ                    | 落選             |
| 2011 （第84回） | わたしたちの宣戦布告           | Declaration of War                    | La Guerre est déclarée              | ヴァレリー・ドンゼッリ                    | 落選             |
| 2012 （第85回） | 最強のふたり                   | The Intouchables                      | Intouchables                        | エリック・トレダノ オリヴィエ・ナカシュ   | 最終選考         |
| 2013 （第86回） | ルノワール 陽だまりの裸婦      | Renoir                                | Renoir                              | ジル・ブルドス                            | 落選             |
| 2014 （第87回） | SAINT LAURENT/サンローラン     | Saint Laurent                         | Saint Laurent                       | ベルトラン・ボネロ                        | 落選             |
| 2015 （第88回） | 裸足の季節                     | Mustang                               | Mustang                             | デニズ・ガムゼ・エルギュヴェン            | ノミネート       |
| 2016 （第89回） | エル ELLE                      | Elle                                  | Elle                                | ポール・バーホーベン                      | 落選             |
| 2017 （第90回） | BPM ビート・パー・ミニット     | BPM (Beats per Minute)                | 120 battements par minute           | ロバン・カンピヨ                          | 落選             |
| 2018 （第91回） | あなたはまだ帰ってこない       | Memoir of War                         | La douleur                          | エマニュエル・フィンケル                  | 落選             |
| 2019 （第92回） | レ・ミゼラブル                 | Les Misérables                        | Les Misérables                      | ラジ・リ                                  | ノミネート       |
| 2020 （第93回） | ふたつの部屋、ふたりの暮らし   | Two of Us                             | Deux                                | フィリッポ・メネゲッティ                  | 最終選考         |
| 2021 （第94回） | TITANE/チタン                  | Titane                                | Titane                              | ジュリア・デュクルノー                    | 落選             |
| 2022 （第95回） | サントメール ある被告          | Saint Omer                            | Saint Omer                          | アリス・ディオップ                        | 最終選考         |